# Base Scott
La base Scott, il cui nome ufficiale è Scott Base, è una stazione di ricerca della Nuova Zelanda in Antartide, situata sull'isola di Ross, nelle vicinanze del monte Erebus.
È intitolata all'esploratore britannico Robert Falcon Scott, che raggiunse il polo sud nel 1912.
Può ospitare fino a 80 persone durante l'estate e 10-14 in inverno. Come la vicina base statunitense McMurdo, è collegata al sistema telefonico globale tramite una stazione della Telecom New Zealand, posta a circa 3 km dalla base. Anche la base antartica italiana Mario Zucchelli è collegata al sistema telefonico globale tramite questa stazione.
Il clima è quello tipico dell'antartide, con temperature minime intorno ai −45 °C. Raramente, anche in estate, il termometro supera gli zero gradi. La temperatura massima registrata è stata di 6 °C.

## Storia
La base fu costruita nel 1957 in occasione dell'Anno geofisico internazionale. Doveva servire da supporto alla Commonwealth Trans-Antarctic Expedition, durante la quale Vivian Fuchs ed Edmund Hillary attraversarono il continente antartico passando per il polo sud. In seguito è stata usata per ricerche scientifiche e climatologiche.
Nel 2005 vi è stato costruito l'Hillary Field Center, un edificio di due piani che ha portato la superficie utile della base a 1.800 m2. Fu inaugurato dal primo ministro neozelandese Phil Goff e da Edmund Hillary.